# ثوران جبل فيزوف سنة 79
ثوران جبل فيزوف في سنة 79 ميلادية كان واحدًا من أكثر الثورات البركانية كارثية وتدميرًا في التاريخ الأوروبي، وقد عرف المؤرخون عن الثوران من رواية شاهد العيان بليني الصغير، كان مسؤولًا رومانيًا وشاعرًا.
قذف جبل فيزوف سحابة قاتلة من الغاز البركاني والصخور والرماد إلى ارتفاع 33 كيلومتر (21 ميل)، وأخرج الصخور المنصهرة والخفاف المسحوق بمعدل 1.5 طن في الثانية الواحدة، مطلقًا في النهاية مائة ألف مرة قدر الطاقة الحرارية لتفجير هيروشيما، العديد من المستوطنات الرومانية تم طمسها ودفنها تحت تصاعد هائل للحمم البركانية والرماد البركاني، والأكثرية تعرف جيدًا ببومبي وهركولانيوم.
كان مجموع سكان المدن 16,000–20,000؛ تم العثور على رفات حوالي 1,500 شخص في پومپاي وهركولانيوم، غير أن اجمالي عدد القتلى لا يزال مجهولًا.